# پرا پورتابیا
پـِـرا پورتابیا (کاتالونیایی: Pere Portabella؛ ‏ تلفظ کاتالان: [ˈpeɾə ˌpɔrtəˈβeʎə j ˈrafuɫs]؛ زادهٔ ۱۱ مارس ۱۹۲۹) سیاستمدار، تهیه‌کننده و کارگردان فیلم اهل اسپانیا است. در سال ۱۹۷۷، او در نخستین انتخابات دموکراتیک اسپانیا به عنوان سناتور مجلس سنای اسپانیا انتخاب شد و در نگارش قانون اساسی اسپانیا مشارکت داشت. به عنوان یک فیلمساز، سبک او فیلم‌های تجربی است و به جنبه‌های نوینی از زبان فیلم می‌پردازد که اغلب با لحنی شاعرانه و محتوای اجتماعی همراه است. پورتابیا به عنوان یکی از چهره‌های نمادین سینمای اسپانیا شناخته می‌شود.
از فیلم‌ها وی می‌توان به «پل ورشو»، «نوکتورن ۲۹» و «شام» اشاره نمود.
وی همچنین برندهٔ جوایزی همچون جایزه کرئو د سان جردی شده‌است.